# Deutsche Richterzeitung
Die Deutsche Richterzeitung (DRiZ) ist ein rechtspolitisches Magazin mit wissenschaftlichem Aufsatzteil, das beim Verlag Wilke Mediengruppe GmbH erscheint. Die DRiZ erscheint seit 1909 und behandelt vor allem aktuelle justiz- und rechtspolitische Fragen. Das Blatt erreicht monatlich mehr als 11.000 Leserinnen und Leser insbesondere aus Justiz, Politik und Medien. Chefredakteur ist Sven Rebehn, Chef vom Dienst Matthias Schröter.
Die Richterzeitung bietet Informationen zu justiz- und rechtspolitischen sowie rechtswissenschaftlichen Fragen, die die Redaktion sowie Autoren aus Justiz und Politik, Forschung und Lehre praxisnah für Richter und Staatsanwälte aufbereiten. Auch Journalisten anderer Medien schreiben regelmäßig für das Blatt. Seit Januar 2025 ist die DRiZ auch als digitales Magazin und App verfügbar.